# Königsee-Rottenbach
Königsee-Rottenbach település Németországban, azon belül Türingiában. Lakosainak száma 7113 fő (2023. december 31.).

## Népesség
A település népességének változása:
| Lakosok száma | 7555 | 7448 | 7277 | 7176 | 7113 |
|               | 2017 | 2019 | 2021 | 2022 | 2023 |